# Carmen Basilio
Carmine Basilio, noto come Carmen Basilio (Canastota, 2 aprile 1927 – Rochester, 7 novembre 2012), è stato un pugile statunitense di origine italiana.
Soprannominato "The Upstate Onion Farmer" (cioè "Il coltivatore di cipolle della parte settentrionale dello Stato"), fu campione del mondo dei pesi welter dal 1955 al 1957 e dei pesi medi dal 1957 al 1958. Tra i rivali storici di Sugar Ray Robinson, al quale inflisse anche una sconfitta, era dotato di una mascella resistente e di uno stile di combattimento che applicava pressione ad ogni suo avversario. Non particolarmente eccelso dal punto di vista della potenza, i suoi punti di forza erano l'alta resistenza e le sue combinazioni, con le quali attaccava i suoi rivali soprattutto negli incontri più duraturi.
Nel 1957 fu eletto Fighter of the year (pugile dell'anno) dalla rivista statunitense Ring Magazine. La International Boxing Hall of Fame lo riconobbe inoltre fra i più grandi pugili di ogni tempo.

## Gli inizi
Proveniente da una famiglia di origine italiana, iniziò la sua carriera di professionista il 24 novembre 1948, battendo per KO al 4º round Jimmy Evans. Prima della fine dell'anno, in poco più di un mese, Basilio disputò 4 incontri.

## Carriera da professionista
Basilio disputò i suoi primi 24 incontri nello Stato di New York, facendo registrare 19 vittorie, 3 sconfitte e 2 pareggi.
I successivi 13 incontri che disputò fino alla fine del 1952 diedero esiti alterni che non lasciavano presagire quale sarebbe stato il resto della sua carriera.
Dal 1953 le cose iniziarono a cambiare, Basilio sconfisse avversari importanti in match che lo fecero salire sempre più in alto nella graduatoria mondiale dei welter, fino a trovarsi a sfidare il campione cubano Kid Gavilán per il mondiale. Basilio perse ai punti in 15 round, dimostrando però di essere all'altezza della situazione.
Negli incontri successivi iniziò, con un pari in 10 round, una delle varie rivalità che avrebbero caratterizzato la sua carriera, quella con Pierre Langois.
Nel 1954 Basilio rimase imbattuto, su 8 incontri ne vinse 7 e ne pareggiò 1, vincendo ai punti il successivo incontro con Langlois.
Nel 1955 era di nuovo lo sfidante numero uno dei welter e gli fu data una seconda occasione contro il campione in carica Tony DeMarco che, il 10 giugno, Basilio batté per KO al 12º round in quello che sarebbe diventato un classico degli incontri di pugilato dei canali sportivi americani.
Dopo due incontri vinti, Basilio incontrò nuovamente DeMarco per la rivincita al titolo, in un incontro che terminò in modo identico al precedente: Basilio vinse per KO al 12 round.
Nel 1956, a Chicago, Basilio perse il titolo dei welter ai punti in 15 round per mano di Johnny Saxton. Il verdetto fu controverso, al punto da dar adito, all'epoca, a voci non verificate che sostenevano che Saxton avesse legami con la malavita di Chicago e che questa avesse pagato i giudici perché lo favorissero.
Nell'immediata rivincita, comunque, Basilio si riprese il titolo con un KO al 9º round e, nella bella, Saxton fu di nuovo battuto per KO al 2º round.
Basilio salì quindi di peso e sfidò il campione mondiale dei medi, l'allora trentaseienne Sugar Ray Robinson, in quello che è rimasto probabilmente il match più famoso della carriera del campione italoamericano.
Il 23 settembre 1957 Basilio conquistò il titolo mondiale dei medi battendo Robinson in quello che viene considerato uno dei più eccitanti match terminati ai punti in 15 round della storia dei pesi medi.
In seguito alla vittoria, Basilio abbandonò il titolo dei welter.
La rivincita con Robinson fu combattuta il 25 marzo 1958, e Basilio fu sconfitto ai punti in 15 round, dopo aver combattuto con l'occhio sinistro gonfio al punto di essere chiuso fin da 6º round.
Vari giornalisti di bordo ring pensarono che la vittoria spettasse a Basilio e il verdetto fu oggetto di contestazioni, ma anche la precedente vittoria di Basilio su Robinson aveva dato adito ad un'identica divisione di punti di vista, a conferma di quanto vicino fosse in quel momento il livello agonistico dei due pugili.
Dal 2º match contro Robinson fino al ritiro, avvenuto nel 1961, Basilio combatté sporadicamente, ma 3 di questi incontri furono tentativi di riconquistare il titolo mondiale dei medi.
I due con il campione mormone Gene Fullmer finirono con un KO al 14 round, a San Francisco, e con un KO al 12 round a Salt Lake City, in casa di Fullmer.
Il tentativo contro Paul Pender, perso ai punti in 15 round, fu l'incontro che chiuse la carriera di Basilio.

## Vita dopo la boxe
Dopo il termine della carriera, Basilio lavorò per un certo tempo in un'azienda produttrice di birra, la Genesee Brewing Company di Rochester, New York.
Basilio, che da giovane fece parte anche del Corpo dei Marines, riuscì a godersi la propria pensione. Durante gli Anni ‘70, suo nipote Billy Backus divenne campione del mondo dei pesi welter dopo aver avuto una partenza di carriera molto incerta, e Basilio dichiarò che il giorno in cui Backus divenne campione fu per lui più bello di quando lo divenne lui stesso.
Nel 1990 Ed Brophy decise di istituire la International Boxing Hall Of Fame a Canastota, in onore dei due campioni del mondo nati nella cittadina: Basilio e suo nipote. Backus non è membro della Hall Of Fame, ma Basilio lo è, insieme a numerosi campioni da lui incontrati sul ring.
Alla fine degli Anni '90 Basilio si ammalò seriamente, e gli fu praticato un intervento chirurgico al cuore in cui gli furono installati tre bypass.
L'intervento andò bene, al punto da consentire a Basilio di lavorare quotidianamente come volontario alla Hall of Fame.
Basilio fu intervistato per un documentario della HBO su Sugar Ray Robinson intitolato "The Dark Side Of A Champion" (Il lato oscuro di un campione).
Basilio disse che nonostante rispettasse il talento di Robinson sul ring, non gli piaceva affatto come persona, al punto di chiamarlo "son of a bitch" (figlio di puttana). Basilio disse che a suo parere Robinson era la più arrogante e sgradevole delle persone che si potrebbe immaginare di incontrare.
È scomparso nel 2012 all'età di 85 anni a seguito di una polmonite.

## Riconoscimenti
Nel 1957 fu eletto Fighter of the year (pugile dell'anno) dalla rivista statunitense Ring Magazine.
Cinque suoi incontri, per cinque anni consecutivi, sono stati nominati Ring Magazine fight of the year:
- 1955 - Carmen Basilio KO 12 Tony DeMarco II
- 1956 - Carmen Basilio KO 9 Johnny Saxton II
- 1957 - Carmen Basilio W 15 Sugar Ray Robinson I
- 1958 - Sugar Ray Robinson W 15 Carmen Basilio II
- 1959 - Gene Fullmer KO 14 Carmen Basilio I

La International Boxing Hall of Fame lo ha riconosciuto fra i più grandi pugili di ogni tempo.
Nel 2002 Ring Magazine inserì Basilio al 40º posto in una propria classifica degli 80 migliori pugili degli ultimi 80 anni.